# Zool
 (octobre 2019).
Si vous disposez d'ouvrages ou d'articles de référence ou si vous connaissez des sites web de qualité traitant du thème abordé ici, merci de compléter l'article en donnant les références utiles à sa vérifiabilité et en les liant à la section « Notes et références ».
Zool: Ninja of the “Nth” Dimension est un jeu vidéo de plates-formes développé et édité par Gremlin Graphics en 1992 sur Amiga 500, Atari ST et DOS. Il fut ensuite porté sur Amiga 1200, Amiga CD32, Archimedes, borne d'arcade, Game Gear, Master System, Mega Drive, Super Nintendo et Game Boy.
Il connaît une suite en 1994 : Zool 2.

## Système de jeu
Développé à l'origine sur Amiga, Zool fut présenté comme la réponse marquante sur micro-ordinateur au jeu Sonic the Hedgehog de Sega.
De fait, le gameplay du jeu lorgne énormément du côté du petit hérisson bleu : animation rapide, course effrénée pour terminer le niveau dans le temps le plus court possible, musiques entêtantes. Avec néanmoins des spécificités comme la possibilité de s'accrocher aux parois ou l'aspect ninja du héros tout droit sorti d'une autre dimension.
L'ensemble concourut au succès du jeu, à tel point que Gremlin Graphics l'envisagea sur d'autres plates-formes de jeu, y compris sur consoles et borne d'arcade.

## Équipe de développement
- Code : George Allen
- Graphismes : Ade Carless
- Level design : Tony Dawson
- Musiques : Patrick Phelan

## Versions
- 1992 - Amiga 500, Atari ST, DOS
- 1993 - Amiga 1200, Amiga CD32, Game Boy, Game Gear, Master System, Mega Drive et Super Nintendo

En sus d'une nouvelle introduction, la version CD32 contient un niveau supplémentaire par monde et un nouveau monde.
- 1993 - Borne d'arcade (manufacturé par UPL)

## À noter
Zool fut l'occasion pour Gremlin Graphics d'inaugurer un partenariat commercial avec la marque de confiserie Chupa Chups. Celle-ci étant visible à divers moments du jeu, notamment sur la page d'introduction et une sucette était offerte dans la boîte des versions pour micro-ordinateurs.